# Классицид

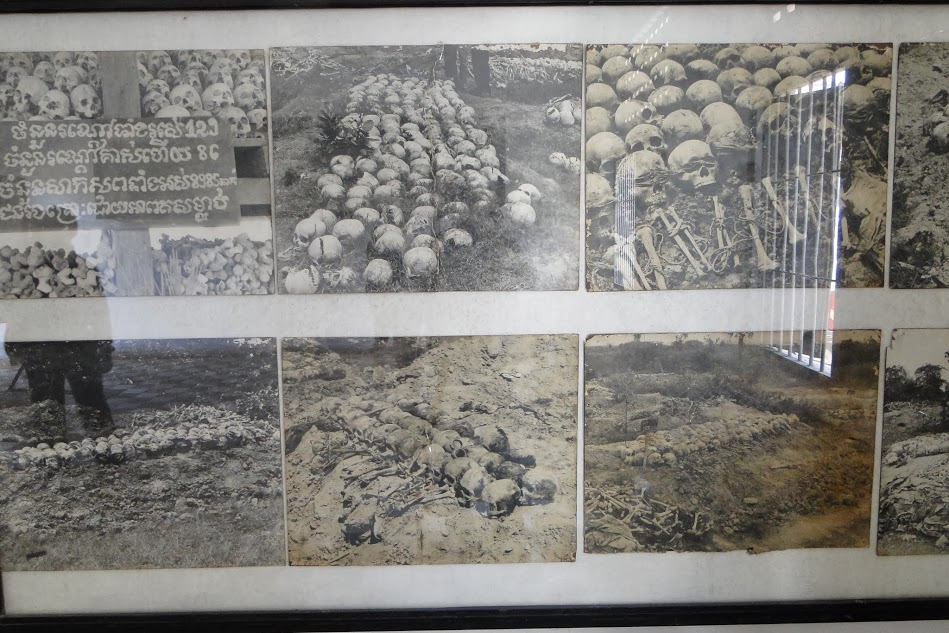
Останки жертв красных кхмеров

Классицид (англ. Classicide) или классовый геноцид (англ. class genocide) — преднамеренное и систематическое уничтожение социального класса, полное или частичное, посредством преследований и насилия. Концепция предложена социологом Майклом Манном. Классицид рассматривается как форма умышленного массового убийства, которая является более узкой, чем геноцид, потому что целью классицида является часть населения, определяемая социальным статусом; классицид считается более широким, чем политицид, поскольку группа, на которую нацелен классицид, уничтожается без связи с её политической деятельностью.

## Определение
Термин классицид был впервые использован врачом и антикоммунистическим активистом Фредом Шварцем в книге «Три лица революции» (1972). Позже Манн использовал его как чётко определённый термин. Манн популяризировал термин как сходный с термином геноцид, но отличающийся от него, поскольку он означает «преднамеренное массовое уничтожение целых социальных классов»; классицид считается более широким, чем политицид, потому что группу, ставшую мишенью для классицида, убивают, не заботясь о своей политической деятельности.
Термин классицид использовался некоторыми социологами, такими как Манн и Мартин Шоу, для описания особых форм геноцида, относящихся к уничтожению класса путём убийства или перемещения и уничтожения представителей буржуазии, с целью сформировать общества равного пролетариата, хотя Манн не использует термин геноцид в отношении действий коммунистических режимов. Он предпочитает использовать также термин «фратрицид».
Политолог Кристоф Джаффрело и историк Жак Семелен писали, что Манн устанавливает своего рода параллель между расовыми врагами и классовыми врагами, тем самым способствуя дебатам о сопоставлении нацизма и коммунизма. В дальнейшем концепция классицида была развита некоторыми французскими историками, такими как Стефан Куртуа и Жан-Луи Марголен в «Чёрной книге коммунизма». Последние рассматривают классовый геноцид как эквивалент расового геноцида.

## Примеры
Согласно Манну, примеры классицида включают раскулачивание во время насильственной коллективизации в СССР, то есть уничтожение класса зажиточных крестьян, которых советский режим называл «кулаками» и определял как «классовых врагов»; а также камбоджийский геноцид, совершённый режимом красных кхмеров в Демократической Кампучии. Манн писал: «сталинистские, маоистские зверства или зверства красных кхмеров были социалистическими версиями современного органицизма, извращающими социалистические и классовые теории демократии».
КНР
Правозащитник Гарри У назвал классицидом убийства, совершённые во время земельной реформы в Китае под руководством Мао Цзэдуна. У пишет, что «для укрепления своей власти Мао Цзэдун внедрил общенациональную идеологию, направленную против тех, кто ранее был у власти». Согласно У, эта идеология включала в себя деление людей на пять классовых категорий в зависимости от их доходов и владения собственностью, включая землю, капитал: классы помещиков, богатых крестьян, середняков, бедных рабочих и крестьян. Людей из низших классов «хвалили за их скромный образ жизни и трудовую этику», в то время как помещиков и богатых демонизировали и преследовали. Их имущество было конфисковано, сами они были отправлены на тяжёлую физическую работу в деревню, многие из них были убиты. У пишет, что «согласно исследованиям, в 1949 году по всей стране насчитывалось от 10 до 15 миллионов представителей классов помещиков и богатых крестьян. К концу 1970-х годов, когда закончилась Культурная революция, в живых осталось только от 10 до 15 процентов из них».